# Вогнегуз червонощокий
Вогнегуз червонощокий (Emblema pictum) — вид горобцеподібних птахів родини астрильдових (Estrildidae). Ендемік Австралії.

## Поширення
Вид поширений в Західній Австралії, Північній Австралії, Квінсленді та Південній Австралії. У 2007 і 2008 роках великі напливи вогнегуза червонощокого зареєстровані на заході Нового Південного Уельсу. Відтоді було зареєстровано розмноження цих птахів і виникла постійна популяція. Мешкає в посушливих і напівпосушливих зонах, на скелястих ділянках з ґрунтовим покривом з травою.

## Опис
Його довжина приблизно 10–12 см, вага 12 грам. Спинна частина (спина, крила, потилиця і хвіст), тім'я і шия коричневого кольору, а груди, живіт і боки чорні, з білими крапками на боках і на грудях. Навколо обличчя — червона маска, пляма в центрі живота, підхвістя і круп також червоні. Протяжність та інтенсивність червоного кольору на тілі сильно варіюються в кожного індивідуума: загалом у самиць маска та червона пляма на грудях менші, ніж у самців, а білі крапки з боків щільніші. Дзьоб зверху чорний з червонуватим кінчиком, а знизу червоний з тенденцією до сірості біля основи. Ноги тілесного кольору, очі сірувато-білі.

## Спосіб життя
Це птахи, які живуть парами або невеликими групами (менше 20 екземплярів): вони ведуть денний спосіб життя, пересуваючись переважно вранці та вдень, а в середні години доби шукають укриття від високих температур у густій рослинності. Більшу частину періоду активності проводять на землі, шукаючи їжу. Раціон складається в основному з насіння різних злакових трав. Він також їсть комах у період розмноження.
Вид не має фіксованого часу розмноження, але завжди розмножується, коли необхідні напівстиглі насіння доступні через дощі. Гніздо будується в кущах спініфекса і рідко знаходиться вище п'ятдесяти сантиметрів над землею. У кладці зазвичай від трьох до п'яти яєць. Період інкубації 16-18 днів.